# Коло (Лодзинське воєводство)
Коло (пол. Koło) — село в Польщі, у гміні Сулеюв Пйотрковського повіту Лодзинського воєводства.
Населення — 347 осіб (2011).
У 1975-1998 роках село належало до Пйотрковського воєводства.

## Демографія
Демографічна структура станом на 31 березня 2011 року:
|          | Загалом | Допрацездатний вік | Працездатний вік | Постпрацездатний вік |
| -------- | ------- | ------------------ | ---------------- | -------------------- |
| Чоловіки | 173     | 29                 | 125              | 19                   |
| Жінки    | 174     | 31                 | 103              | 40                   |
| Разом    | 347     | 60                 | 228              | 59                   |